# Шильтах
Шильтах (нем. Schiltach) — город в Германии, в земле Баден-Вюртемберг.
Подчинён административному округу Фрайбург. Входит в состав района Ротвайль. Население составляет 3875 человек (на 31 декабря 2010 года). Занимает площадь 34,22 км². Официальный код — 08 3 25 051.
Город подразделяется на 2 городских района.

## Фотографии

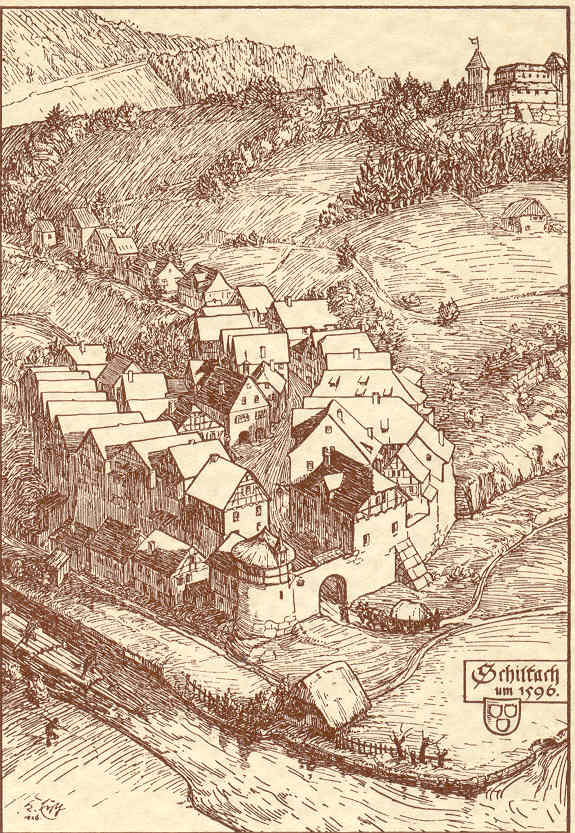
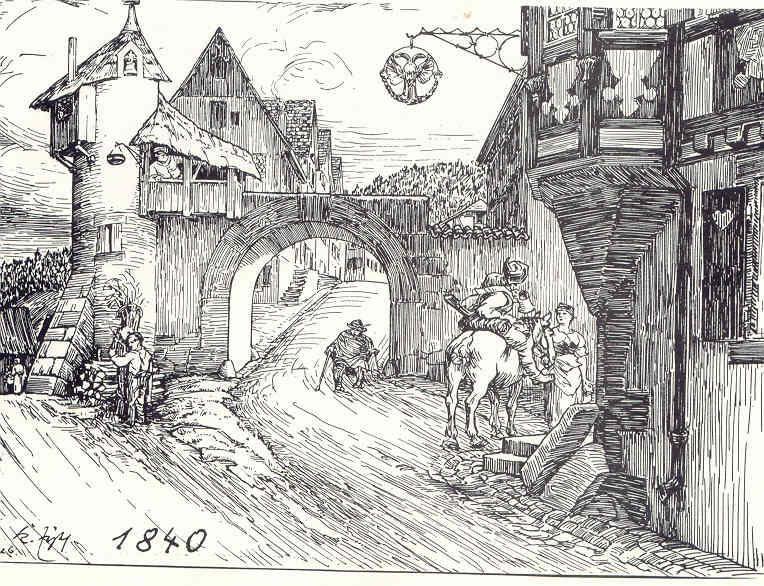
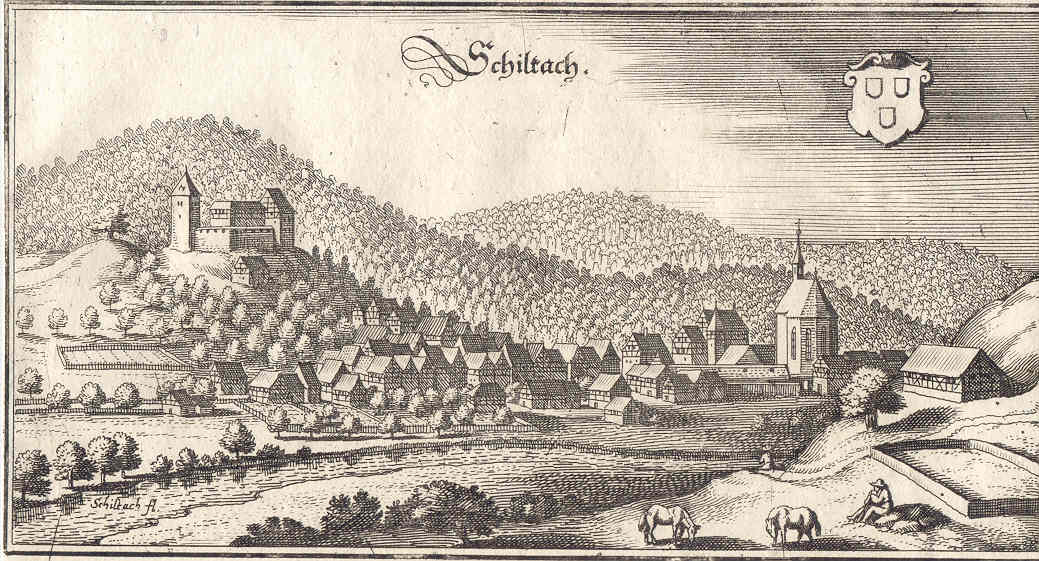
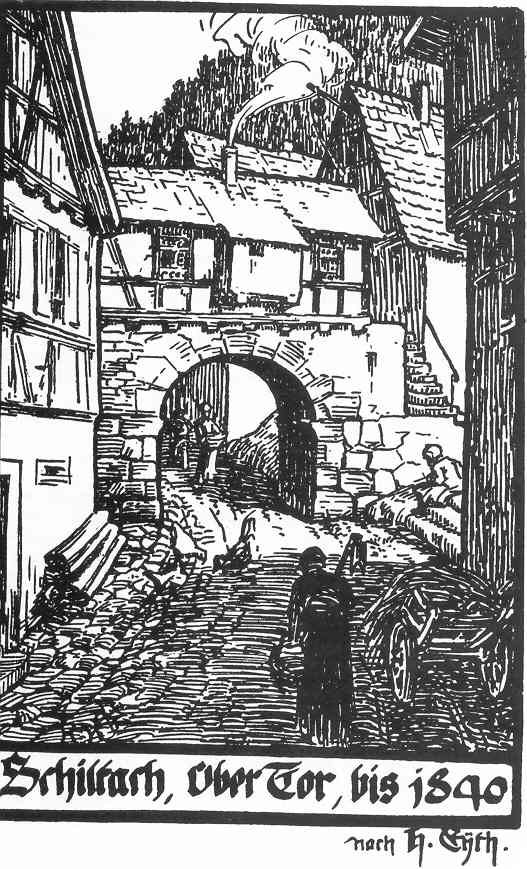
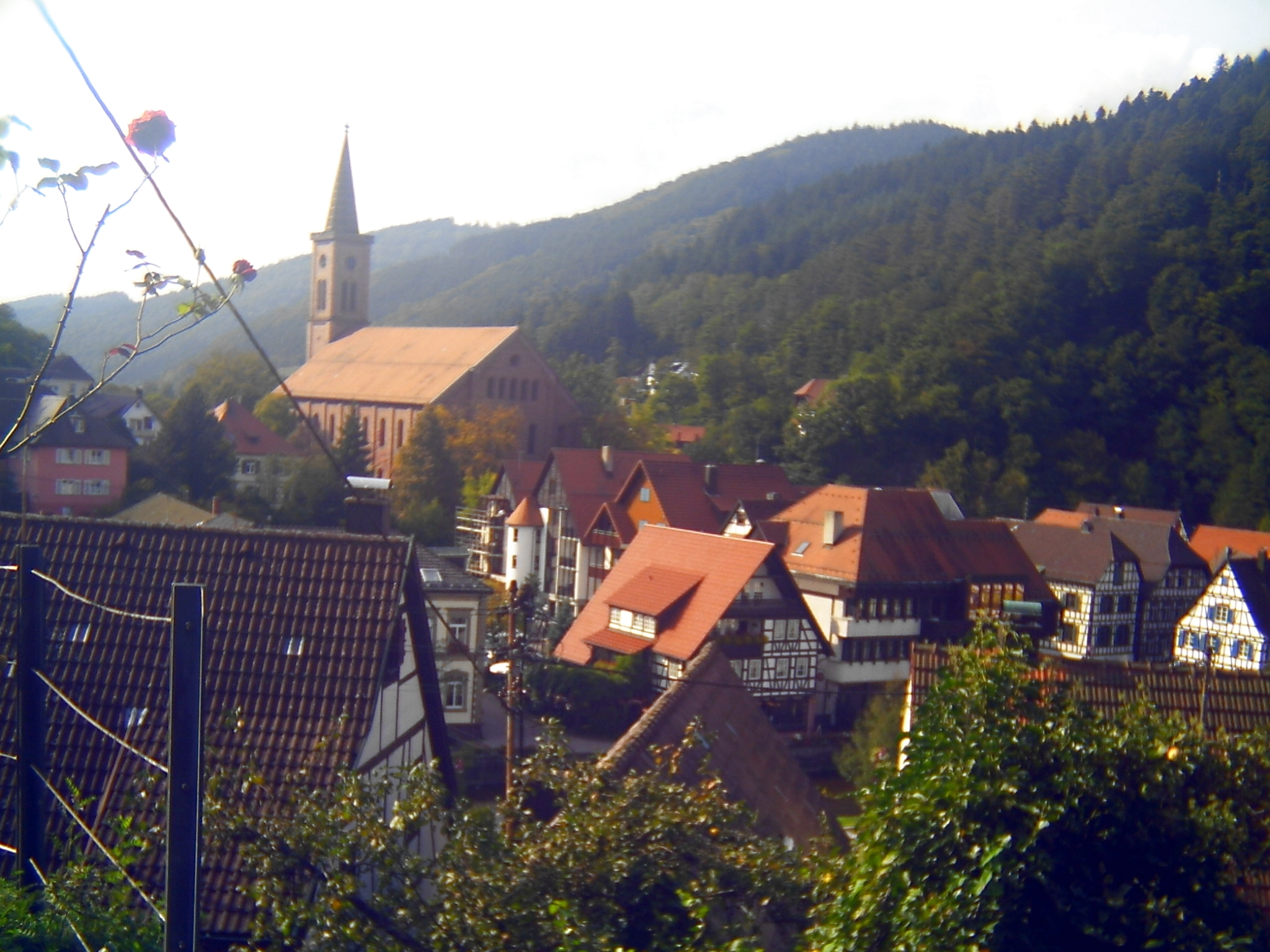